# North Ronaldsay (mouton)
 Le North Ronaldsay ou Orkney est une race de mouton originaire de l'île de North Ronaldsay, l'île la plus septentrionale des Orcades, au large de la côte nord de l'Écosse. Le North Ronaldsay appartient au groupe de races de moutons à queue courte d'Europe du Nord et a évolué sans beaucoup se croiser avec des races plus moderne. C'est un mouton de petite taille, avec les béliers (mâles) cornus et les brebis (femelles) pour la plupart sans cornes. Leur toison est de couleur variable. Il est principalement connu pour avoir évolué pour se nourrir quasi exclusivement d'algues, un régime alimentaire très rare chez les mammifères terrestres.
Ils vivent dans deux iles des Orcades, North Ronaldsay et Auskerry. Sur l'île de North Ronaldsay, ces moutons vivent de manière semi-sauvage.
L'association Rare Breeds Survival Trust a classé  la race en priorité sur sa liste de surveillance 2021-2022, car elle est en considérée en danger d'extinction, avec moins de 600 femelles reproductrices enregistrées au Royaume-Uni.

## Histoire

### Origine

Un mouton North Ronaldsay avec des agneaux jumeaux sur la plage, avec des phoques en arrière-plan

Les moutons descendent du mouton à queue courte d'Europe du Nord. La date de leur arrivée sur l'île de North Ronaldsay n'est pas connu précisément, mais elle est assurément très ancienne. Bien que l'hypothèse ait été faite que leur présence sur l'île serait le résultat de l'introduction de moutons de races scandinaves par les Vikings, leur présence est sans doute bien antérieure. En effet, des études génétiques ont trouvé que cette race était très semblable aux restes de mouton découverts sur le site archéologique de Skara Brai - dont on sait également qu'ils se nourrissaient en partie d'algues - et virtuellement identique à ceux des restes de mouton trouvés à travers les Orcades, remontant à l'Âge du fer. Contrairement à d'autres races de moutons écossais et du fait de l'isolement de l'île, le mouton Ronaldsay ne s'est pratiquement pas mélangée avec des races plus modernes importées d'Angleterre,.

### Enclosure et processus d'évolution

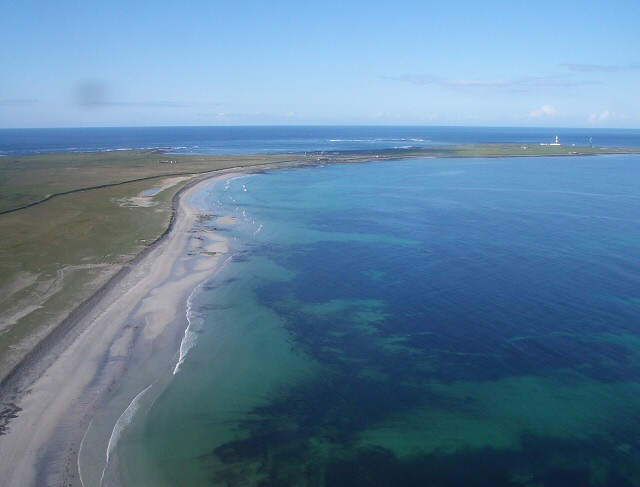
Vue aérienne de Linklet Bay. On distingue la digue des moutons sur la gauche de l'image.

En 1832, un mur de pierre sèche de 19km de long et de 1,8 m de hauteur a été érigé tout autour de l’ile, à une certaine distance de la ligne de partage de la plus haute marée, de manière à tenir les moutons à l'écart des terres agricoles et des pâturages destiné à l'élevage bovin. Depuis lors, les moutons sont largement cantonnés à paître sur le littoral, sur un espace limité à 271 acres de sable et de roche.
La construction de ce mur de pierre résulte de la décision de John Traill, alors laird de l'ìle, de se concentrer sur l'agriculture et l'élevage bovin. Précédemment, l'économie de l'île reposait sur la production de carbonate de sodium par la combustion de varech. À la suite de l'effondrement économique de ce secteur, Il décide une réorganisation de l'usage des terres. Jusque là, ses métayers (tenant farmer, appelé aussi crofter en Écosse) disposaient souvent d'un élevage de moutons, dont la taille autorisée dépendait de la surface de la parcelle qu'ils cultivaient.

## Caractéristiques

### Physique
Le North Ronaldsay appartient au groupe de races de moutons à queue courte d'Europe du Nord et a évolué sans beaucoup se croiser avec des races plus moderne. C'est un mouton de très petite taille. Les béliers sont cornus tandis que les brebis (femelles) sont pour la plupart sans cornes, bien que certaines en possèdent.
Leur toison est de couleur variable, nais la plupart sont blanches ou grises ; jusqu'à la moitié du poids de la toison peut être constituée de sable et de sel marin.

### Régime alimentaire

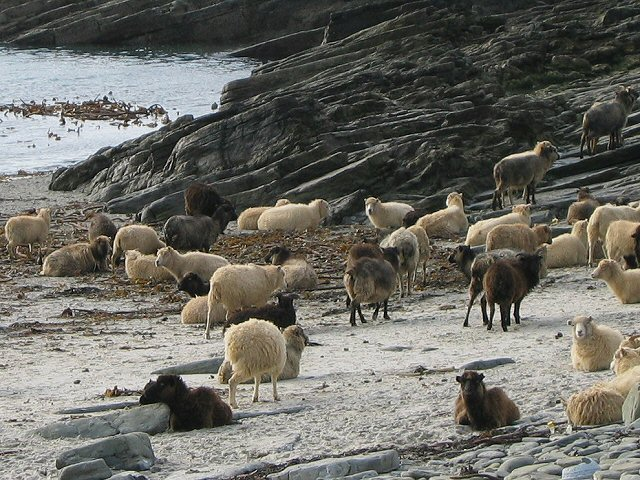
Un troupeau de moutons North Ronaldsay sur la plage

Les moutons de North Ronaldsay ont un régime alimentaire très inhabituel composé presque uniquement d'algues. Durant l'été, certains paissent un peu d'herbe, mais durant les mois d'hiver, leur alimentation se compose uniquement d'algues. Si le mouton North Ronaldsay n'est pas le seul mammifère à consommer des algues marines - le poney shetland en consomme également - il est le seul mammifère à s'en nourrir exclusivement pendant d'aussi longues périodes. C'est d'ailleurs pendant l'hiver que ces moutons engraissent car les tempêtes hivernales jettent de large quantités d'algues et de varech sur le rivage.
En raison de la préférence et de la disponibilité, les moutons mangent principalement des varechs bruns. Leur nourriture préférée sont les Laminaria spp.
Contrairement aux autres moutons qui broutent pendant la journée et ruminent durant la nuit, les moutons North Ronaldsay s'alimentent à marée basse et ruminent à marée haute. Leur phase d'alimentation commence environ 3,5 heures après la marée haute, car les zones de varech et d'algues sont alors exposées. Quatre heures plus tard, juste après la marée basse, l'alimentation se termine, permettant à la rumination de commencer. Ce cycle réduit le risque que les moutons se retrouvent bloqués en mer par la marée montante.
La source d'eau douce des moutons se limite aux quelques lacs et étangs d'eau douce le long du littoral. Cela les a amenés à devenir très tolérants au sel, car leur régime alimentaire est riche en sel et l'accès à l'eau douce est limité. Par rapport aux autres races de moutons, ils peuvent bien mieux gérer les éléments présents dans le sel marin . Ces conclusions empiriques ont été tirées d'une étude de 1997, mais le mécanisme biologique sous-jacent n'a pas encore été compris.

### Caractère
Cette race a un caractère très indépendant et est capable d'apprentissage. Lorsque les habitants essaient de regrouper les moutons dans des enclos, ceux-ci s'enfuient dans toutes les directions. Une fois capturés et sachant qu'ils seront nourris, les moutons ne fuient plus les humains, se laissant même caresser. Même à l'état sauvage, ces moutons se regroupent en troupeaux, certains composés d'un mâle et de son harem, d'autres d'animaux des deux sexes.

### Agnelage

Un mouton North Ronaldsay avec des agneaux jumeaux sur la plage, avec des phoques en arrière-plan

Les brebis North Ronaldsay n'ont pas de difficulté à agneler et n'ont pas besoin d'assistance humaine. Elles sont en chaleur à partir de fin novembre et agnèlent en avril. La naissance de jumeaux est courante (prolificité : 140% en moyenne). Les brebis ont un fort instinct maternel.
Les agneaux naissent très petits. Le renard est le prédateur naturel des agneaux.

## Élevage
À l'origine, le North Ronaldsay était élevé tant pour son lait que sa laine et sa viande. L'essentiel de sa valeur commerciale actuelle réside dans sa viande, bien que sa laine soit à nouveau collectée.
Les éleveurs n'interviennent pas dans le processus de la reproduction de cette race. Les naissances sont enregistrées par la North Ronaldsay Sheep Fellowship.

### Organisation collective

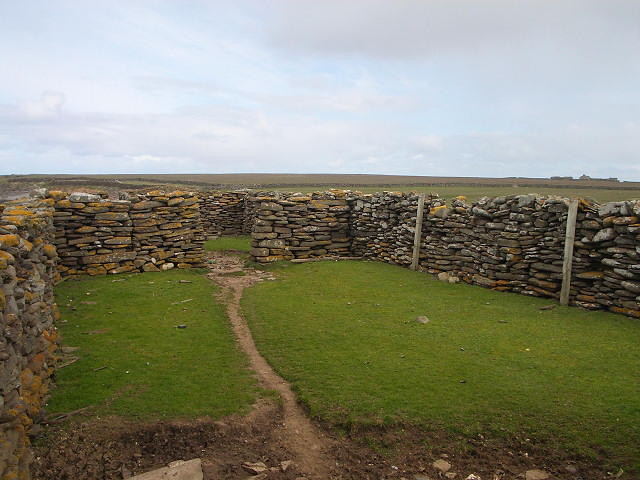
Un exemple de pund

Les punds sont neuf petits enclos dispersés à travers l'île pour contenir les moutons pour la tonte, le comptage, l' agnelage et l'abattage. Les moutons sont parqués à l'intérieur de ces enclos deux fois par an, la seule fois où ils ont accès à de l'herbe. Même à ces moments-là, beaucoup d'entre eux préfèrent consommer des algues. Entre février et août, les moutons sont amenés dans les étables, une fois pour l'agnelage et une fois pour la tonte. À cette époque, les moutons sont comptés, les agneaux reçoivent des marques d'oreille et les enregistrements sont saisis auprès du tribunal des moutons de l'île pour enregistrer la propriété. La tonte a lieu en juillet et août, et toute la communauté insulaire est impliquée dans l'élevage et la tonte des moutons. L'abattage n'a lieu qu'en hiver lorsque la viande est nécessaire, et lorsque les animaux sont plus gros et donnent plus de viande, car les algues sont plus abondantes en hiver.

### Viande
Comme le mouton North Ronaldsay est de très petite taille, il n'est généralement pas abattu avant d'avoir atteint la taille adulte. Sa viande est maigre et a un goût qui rappelle celui de la viande de canard sauvage. Sa viande est par ailleurs d'une couleur plus foncée que la plupart des viandes de mouton, en raison du régime riche en iode de l'animal.
En raison de la petite taille de cet élevage, essentiellement concentré sur l'ìle de North Ronaldsay, ainsi que des qualités gustatives de sa viande, la viande de North Ronaldsay est un produit de luxe,. La viande du North Ronaldsay bénéficiait du label Appellation d'origine protégée lorsque le Royaume-Uni faisait partie de l'Union Européenne.
L'abattage n'a lieu qu'en hiver lorsque les animaux sont le plus gros et donnent plus de viande, du fait de l'abondance des algues en cette saison.